# Act of War: Direct Action
Act of War : Direct Action (рус. Act of War: Шок и трепет) — компьютерная игра, стратегия в реальном времени, разработанная французской компанией Eugen Systems. Игра была выпущена в марте 2005 года. Также, 24 марта 2006 в Европе и Австралии, к игре вышло дополнение Act of War : High Treason, а 28 сентября 2007 в Европе вышло специальное издание игры Act of War: Gold Edition, включающее оригинальную игру и её дополнение.

## Сюжет
Действие игры происходит в недалёком будущем. Группа нефтяных олигархов финансирует безжалостную террористическую организацию, спонсируя акты террора буквально во всех точках планеты. Подрыв мировой экономики, кровь, боль, всеобщее недовольство бессилием властей и, как следствие, резкое повышение цен на нефть. Банковские счета олигархов растут, а мир уверенно катится в пропасть.
Для исправления ситуации создаётся специальное подразделение, состоящее из ветеранов вооружённых сил, закалённых в бесчисленных «горячих точках», и молодых IT-специалистов, запросто работающих с самым высокотехнологичным оборудованием. Задача — раскрыть международный террористический заговор прежде, чем будет нанесён страшный удар непосредственно в самое сердце Америки.

## Организации

### Вооружённые силы США
Вооружённые силы США владеют самым большим числом военных единиц среди остальных организаций, каждые из которых обладают определенной специальностью. Например, истребитель F-15 может атаковать только воздушные цели, снайперы эффективны против пехоты, но неэффективны против других видов войск.
Также к организации относятся такие единицы, как морская пехота, AH-64 Apache, Delta Force, Humvee, танки M1 Abrams, M109 Paladin, M270 Multiple Launch Rocket System.
Для регулировки мощности войск, Вооружённые силы США обязаны следовать шкале готовности DEFCON. Игра начинается с уровня DEFCON 3. Чтобы использовать войска с полной силой, необходим уровень DEFCON 2, а затем и DEFCON 1.

### Task Force Talon
Task Force Talon (Тактическая группа «Коготь») является секретной ветвью Вооружённых сил США. Её сотрудники оснащены современным специальным оружием и боевым оборудованием. Лидером Task Force Talon является Джейсон Рихтер — главный герой игры.
К единицам Task Force Talon относятся RQ-4 Global Hawk, беспилотные самолёты, солдаты в экзоскелетах с пулемётами и гранатомётами, дистанционно управляемые танки, использующие как противотанковое оружие, так и противовоздушное.
Также единицы Task Force Talon являются универсальными. Например, багги — разведывательный автомобиль — может быть модернизирован до противовоздушной единицы. F-35 Joint Strike Fighter является многоцелевым истребителем и может атаковать как наземные, так и воздушные цели.

### Консорциум
Консорциум — это группа нефтяных компаний, управляемая Егором Захаровым — главным антагонистом игры.
Консорциум работает в двух режимах: скрытом и открытом. В скрытом режиме они прибегают к подкупу террористов и правительства, используют недорогие единицы, вооруженные автоматами АК-74. В открытом режиме Консорциум использует высокотехнологичное оборудование, такое как YF-23 Black Widow II, самолёты-«невидимки», Akula Stealth Tank и прочие.

## Саундтрек
Саундтрек игры был составлен Марком Канхемом и Джонатаном Уильямсом и выпущен 7 июля 2006 года.
| №                   | Название                 | Длительность |
| ------------------- | ------------------------ | ------------ |
| 1.                  | «Act Of War»             | 2:24         |
| 2.                  | «Libya»                  | 1:58         |
| 3.                  | «Houston Bomb»           | 2:13         |
| 4.                  | «Terrorist Movement»     | 3:32         |
| 5.                  | «Finding The Limo»       | 1:18         |
| 6.                  | «The Plan Evolves»       | 3:37         |
| 7.                  | «San Francisco In Ruins» | 3:41         |
| 8.                  | «Blitz»                  | 2:00         |
| 9.                  | «The Reveal»             | 0:48         |
| 10.                 | «Calling The Troops»     | 1:16         |
| 11.                 | «No Communication»       | 1:32         |
| 12.                 | «False Hopes»            | 2:02         |
| 13.                 | «Falling Star»           | 2:35         |
| 14.                 | «Riot»                   | 1:31         |
| 15.                 | «Terrorist Shoot Down»   | 2:19         |
| 16.                 | «Hostage»                | 2:05         |
| 17.                 | «The End»                | 8:07         |
| Общая длительность: | Общая длительность:      | 42:58        |

## Отзывы
| Сводный рейтинг | Сводный рейтинг |
| Агрегатор       | Оценка          |
| --------------- | --------------- |
| GameRankings    | 82,97 %         |